# Frank W. Burke

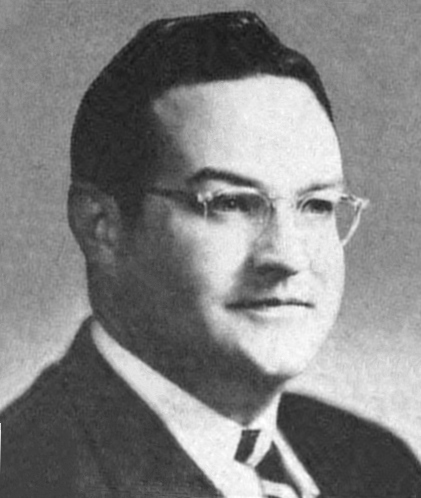
Frank W. Burke

Frank Welsh Burke (* 1. Juni 1920 in Louisville, Kentucky; † 29. Juni 2007 ebenda) war ein US-amerikanischer Politiker. Zwischen 1959 und 1963 vertrat er den Bundesstaat Kentucky im US-Repräsentantenhaus.

## Werdegang
Frank Burke besuchte die öffentlichen Schulen in Louisville und die St. Xavier High School. Danach studierte er an der University of Southern California und dann bis 1942 an der Xavier University in Cincinnati (Ohio). Nach einem anschließenden Jurastudium an der University of Louisville und seiner 1948 erfolgten Zulassung als Rechtsanwalt begann er in diesem Beruf zu arbeiten. Burkes Ausbildung wurde durch den Zweiten Weltkrieg unterbrochen, an dem er zwischen 1942 und 1946 als Soldat der United States Army teilnahm.
In den Jahren 1950 und 1951 war Burke stellvertretender Prozessanwalt von Louisville. 1952 fungierte er als Sicherheitsbeauftragter dieser Stadt. In den Jahren 1952 und 1953 gehörte er dem Beraterstab von Charles R. Farnsley, dem Bürgermeister von Louisville an. Burke war Mitglied der Demokratischen Partei. Von 1957 bis 1958 saß er als Abgeordneter im Repräsentantenhaus von Kentucky. Bei den Kongresswahlen des Jahres 1958 wurde er im dritten Wahlbezirk von Kentucky in das US-Repräsentantenhaus in Washington, D.C. gewählt, wo er am 3. Januar 1959 die Nachfolge von John Marshall Robsion antrat, den er bei der Wahl geschlagen hatte. Nach einer Wiederwahl im Jahr 1960 konnte er bis zum 3. Januar 1963 zwei Legislaturperioden im Kongress absolvieren. In dieser Zeit wurde der 23. Verfassungszusatz ratifiziert.
Bei den Wahlen des Jahres 1962 unterlag er dem Republikaner Gene Snyder. Zwischen 1969 und 1973 war Frank Burke Bürgermeister von Louisville. Nach seiner Zeit als Bürgermeister arbeitete Burke wieder als Anwalt. Er starb am 29. Juni 2007 im Alter von 87 Jahren.